# Olha Bohomołeć

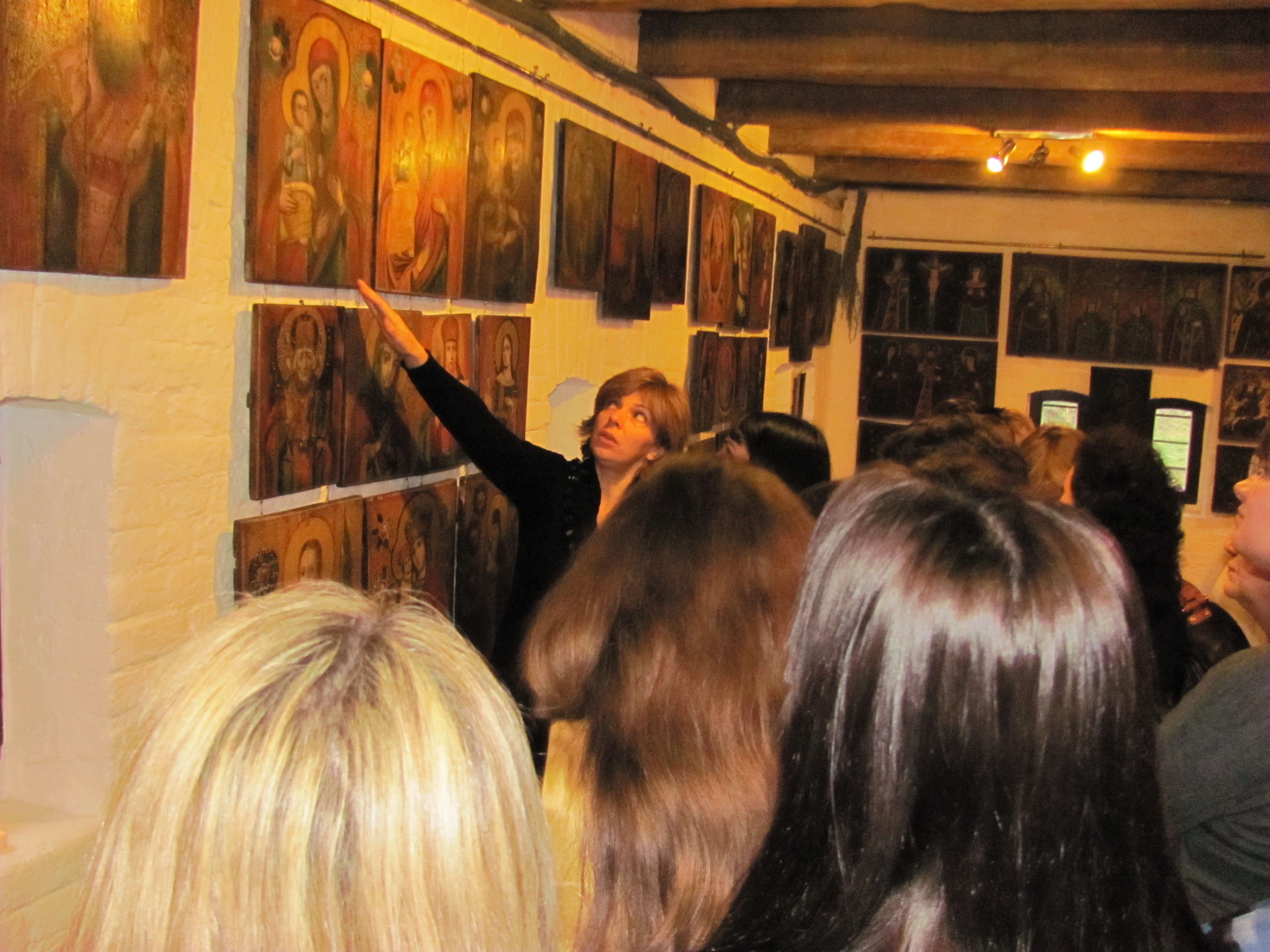
Olha Bohomołeć w Muzeum Ukraińskiej Ikony Domowej

Olha Wadymiwna Bohomołeć, ukr. Ольга Вадимівна Богомолець (ur. 22 marca 1966 w Kijowie) – ukraińska lekarka, wykładowczyni akademicka, działaczka społeczna, piosenkarka i polityk, założycielka i naczelny lekarz Instytutu Dermatologii i Kosmetologii w Kijowie, posłanka do Rady Najwyższej.

## Życiorys

### Działalność zawodowa
W 1989 ukończyła studia na wydziale lekarskim Państwowego Instytutu Medycznego w Kijowie (przemianowanego później na Narodowy Uniwersytet Medyczny im. Ołeksandra Bohomołcia – jej pradziadka). W latach 1993–1994 kształciła się w zakresie dermatologii Stanach Zjednoczonych na University of Pennsylvania oraz w Bernard Ackerman's Institute of Dermatopathology w Filadelfii. W 2002 na macierzystej uczelni uzyskała stopień naukowy doktora.
Podjęła pracę w zawodzie lekarki, po powrocie z USA założyła własną klinikę medycyny laserowej, przekształconą następnie w instytut dermatologii i kosmetologii, objęła w tej jednostce stanowisko naczelnego lekarza. Od grudnia 2004 do października 2005 pełniła funkcję osobistego lekarza prezydenta Ukrainy. Jest autorką ponad 70 prac naukowych głównie z zakresu dermatologii oraz twórczynią dziewięciu patentów wynalazczych w tej dziedzinie medycyny. Uzyskała członkostwo w międzynarodowych organizacjach zrzeszających specjalistów z zakresu dermatologii. Została również profesorem w katedrze dermatologii i wenerologii Narodowego Uniwersytetu Medycznego.

### Działalność twórcza i społeczna
Olha Bohomołeć jest również znana jako piosenkarka, wykonująca piosenki z tekstami ukraińskich poetów (m.in. Liny Kostenko) i własnymi. Jest laureatką ukraińskiego konkursu śpiewającej poezji Oberih, występowała także na międzynarodowych konkursach piosenki w tym w Sopocie, koncertowała także w Stanach Zjednoczonych, Francji, Szwecji, Niemczech i Polsce.
Od 2004 organizuje wystawy ukraińskich ikon domowych z jej własnej kolekcji. Jest również założycielką Kompleksu Historyczno-Kulturalnego „Zamek Radomyśl” (2007), obejmującego m.in. Muzeum Ukraińskich Ikon Domowych, znajdującego się w gmachu starej papierni i twierdzy w mieście Radomyśl w obwodzie żytomierskim. Zaangażowała się również w kampanie społeczne przeciwko nielegalnym pracom budowlanym, niszczącym historyczne i kulturowe zabytki Ukrainy.

### Działalność polityczna
W latach 2006–2008 zasiadała w kijowskiej radzie miejskiej z ramienia Bloku Nasza Ukraina.
W trakcie wydarzeń Euromajdanu znalazła się wśród najaktywniejszych organizatorów szpitali polowych, została także kierownikiem stworzonego przez siebie centrum koordynacji dla osób rannych w trakcie protestów. Po odsunięciu od władzy Wiktora Janukowycza wysunięto jej kandydaturę na urząd wicepremiera ds. pomocy humanitarnej. Olha Bohomołeć nie przyjęła tej nominacji.
26 marca 2014 zadeklarowała zamiar wystartowania jako kandydatka niezależna w wyborach prezydenckich. W głosowaniu z 25 maja 2014 zajęła 8. miejsce wśród 21 kandydatów z wynikiem około 1,9% głosów. We wrześniu 2014 objęła społeczne stanowisko doradcy prezydenta Petra Poroszenki. Przyjęła również propozycję kandydowania z listy prezydenckiej w wyborach parlamentarnych w październiku tegoż roku, uzyskując w rezultacie mandat posłanki VIII kadencji. W 2019 ponownie była kandydatką w wyborach prezydenckich, w pierwszej turze z 31 marca otrzymała poniżej 0,2% głosów.

### Życie prywatne
Urodziła się w rodzinie o tradycjach lekarskich, zapoczątkowanych jeszcze w połowie XIX wieku. Korzenie tej rodziny sięgają czernihowskiej gałęzi dawnego litewsko-ruskiego rodu pieczętującego się herbem Pomian. Jej rodzice pracowali jako profesorowie nauk medycznych. Olha Bohomołeć ma czworo dzieci – syna i trzy córki.